# Христианские демократы и фламандцы
Христианские демократы и фламандцы (Христианско-демократическая и фламандская; нидерл. Christen-Democratisch en Vlaams; CD&V) — политическая партия в Бельгии, действующая во Фламандском сообществе. Ориентируется на идеи христианской демократии.
В 1869 году в Бельгии была основана Католическая партия, долгое время бывшая правящей в стране. В 1921 году она была преобразована в Католический союз, в 1936 году — в Католический блок, в 1945 году — в Христианскую народную партию—Социально-христианскую партию. В 1968 году произошёл раскол по языковому признаку, и к 1972 году оформились две самостоятельных партии — франкоязычная Христианско-социальная партия (сейчас — Гуманистический демократический центр) и нидерландоязычная Христианская народная партия. Последняя с 1999 года известна под нынешним названием. Партия, как и её предшественница, бессменно (за исключением периода 1954—1958) находилась при власти вплоть до 1999 года.
На парламентских выборах 2007 года ХДиФ вместе с Новым фламандским альянсом получила 18,51 % голосов в целом по Бельгии и 30 мест в Палате представителей, большинство из которых досталось членам ХДиФ. Однако, несмотря на самую крупную фракцию, партии долгое время не удавалось сформировать правительство. С 2008 года премьер-министрами Бельгии были представители партии Херман ван Ромпёй и Ив Летерм. На выборах в Европарламент 2009 года партия, выступив самостоятельно, получила 948 123 (23,26 % во Фландрии) голосов и 3 места в Европарламенте.
Согласно последним предвыборным опросам, перед парламентскими выборами 13 июня 2010 года партия делила второе место по популярности во Фландрии, значительно уступая своим бывшим младшим союзникам — партии Новый фламандский альянс. На выборах в Палату представителей партия получила 691 947 (10,85 %) голосов и 17 депутатских мандатов, а также 646 371 (9,99 %) голосов и 4 места в Сенате.